# Coca argelina
La coca argelina (en árabe: كوكة‎; en francés: coca algérienne) o también coca pied-noir o coca d'Alger, llamada en Argelia simplemente como coca (كوكة), es un pastel salado de la gastronomía pied-noir, derivada de la coca catalana. La importaron los pieds-noirs (europeos colonos en Argelia francesa) españoles que se establecieron en las ciudades costeras de Argelia y hoy en día es un plato común de la gastronomía de Argelia y se vende en las pastelerías del país.
El término proviene del catalán, coca, que a su vez proviene del holandés kok.

## Preparación
La coca argelina se prepara con masa quebrada y se rellena de frita, longaniza o de verduras (tomate, pimiento, cebolla, ajo...). Suele tener forma cuadrada o rectangular, se dora el exterior con yema de huevo y se decora con aceitunas negras. Finalmente se hornea y se sirve caliente como aperitivo, aunque también se puede consumir fría.

## Diferencias con la coca española
Si bien las cocas que se producen y consumen en Cataluña, Aragón, la Comunidad Valenciana y Baleares son el origen de la coca pied-noir, su modo de preparación difiere; mientras que la española es similar a una pizza, la coca pied-noir se trata de una especie de empanada rellena. Otra diferencia es que en España las cocas se suelen consumir frías.